# Johann Friedrich Gmelin
Pour les articles homonymes, voir Gmelin.
Johann Friedrich Gmelin, né le 8 août 1748 à Tübingen et mort le 1er novembre 1804 à Göttingen, est un naturaliste et un chimiste allemand.

## Biographie
Après son diplôme de médecine obtenu à 21 ans, il entreprend un voyage aux Pays-Bas, en Grande-Bretagne et en Autriche.
Gmelin est professeur de médecine à Tübingen en 1772, l'année suivante il prend également la chaire de philosophie et de médecine  à Göttingen et, en 1775, il tient la chaire de chimie, de botanique et de minéralogie.
Gmelin n'est pas, à proprement parler, un zoologiste. Il publie surtout des travaux de chimie mais il supervise, entre 1788 et 1793, la 13e édition du Systema Naturae de Carl von Linné qu'il enrichit de nombreux ajouts ou modifications. C'est pourquoi son nom apparaît souvent après le nom scientifique.
Il appartient à une dynastie de scientifiques où l'on trouve plusieurs naturalistes. Il est ainsi le père du chimiste Leopold Gmelin ; le neveu de Johann Georg Gmelin, explorateur, chimiste et botaniste ; et le cousin germain de l'explorateur et naturaliste Samuel Gottlieb Gmelin.